# 1922 au Québec
Cet article traite des événements survenus en 1922 au Québec. 

## Événements

### Janvier
- 10 janvier : début de la troisième session de la 15e législature (en). Le discours du Trône annonce la refonte de la loi des cités et villes et la création d'un grand prix de littérature[1].
- 24 janvier : lors de son discours du budget, le nouveau trésorier Jacob Nicol annonce des dépenses de 14 600 000 $ pour l'année en cours[1].
- 26 janvier : le ministre Athanase David dépose un projet de loi devant encourager la production d'œuvres littéraires. Un prix annuel de 5 000 $ sera attribué à un auteur de talent[2].

### Février
- 7 février : quatre cents femmes, ayant à leur tête Marie Gérin-Lajoie et Idola Saint-Jean, manifestent à Québec afin d'obtenir le droit de vote aux élections provinciales[3].
- 13 février :
  - le maire de Québec, Joseph-Octave Samson, est réélu par acclamation lors des élections municipales[4].
  - le Québec reprend ses droits sur les pêcheries à la suite d'un accord signé entre le ministre Joseph-Édouard Perrault et le gouvernement fédéral[5].
- 16 février :
  - fondation de la Société de biologie de Montréal, visant au développement des sciences biologiques au Québec[6].
  - l'administrateur du diocèse de Québec, Paul-Eugène Roy, appuie le mouvement des femmes contre le suffrage féminin. Le député libéral de Montréal—Saint-Laurent, Henry Milnes, veut en effet déposer un projet de loi devant accorder le droit de vote aux femmes[7].

### Mars
- 3 mars : l'Hôtel de ville de Montréal est rasé par les flammes[8].
- 8 mars : Henry Milnes dépose un projet de loi légalisant la suffrage féminin dans la province[9].
- 20 mars : l'Assemblée législative décide de ne pas voter le projet de loi Milnes[10].
- 21 mars :
  - l'Assemblée législative adopte une loi sur la conservation des monuments historiques, une première au Canada[11].
  - la session est prorogée[12].
- 29 mars : la basilique Sainte-Anne de Beaupré est détruite par un incendie. Les dégâts sont évalués à 1 million de dollars[13].

### Avril
- 26 avril : à la Chambre des communes, on discute pour la première fois d'un projet de canalisation du fleuve Saint-Laurent[14].

### Mai
- 1er mai : la compagnie Noranda Mines Limited est incorporée. Son premier but est le développement minier dans la région de Rouyn en Abitibi[15].
- 3 mai : François-Xavier Ross devient le premier évêque de Gaspé[16].
- 16 mai : le congrès conservateur de Montréal maintient Arthur Sauvé à la tête du parti[17].
- 20 mai : le gouvernement Taschereau annonce des dépenses de 7 500 000 $ pour la construction de routes. La route Montréal-Sainte-Agathe-des-Monts sera terminée cette année et des relevés seront faits pour la continuer jusqu'à Mont-Laurier. On annonce aussi la construction d'une route entre Lévis et Sorel[18].
- 22 mai : la ville de Montréal offre à son université un site au nord du Mont Royal[19].

### Juillet
- 13 juillet : Québec annonce la construction d'annexes à l'Assemblée législative. L'édifice C (futur édifice Honoré-Mercier) sera érigé tout près du Parlement[20].

### Août
- 6 août : le premier ministre Taschereau annonce la construction d'un barrage au lac Kénogami[21].
- 17 août :
  - le libéral Désiré Lahaie est vainqueur lors de l'élection partielle de Labelle[22].
  - la Confédération des syndicats nationaux, fondée il y a un an, tient son premier congrès annuel à Montréal. La centrale demande une législation industrielle plus complète et protégeant mieux les travailleurs. Elle compte maintenant 17 600 adhérents[23].

### Septembre
- 7 septembre : le libéral Ludger Forest (en) remporte l'élection partielle de Sherbrooke[24].
- 27 septembre - La station radiophonique CKAC est inaugurée à Montréal. Il s'agit de la première station de radio francophone au Québec[25].

### Octobre
- 2 octobre : ouverture du poste de CKAC, première station radiophonique de langue française en Amérique du Nord[26].
- 7 octobre : l'École des Beaux-Arts de Montréal est inaugurée[27].
- 24 octobre : début de la quatrième session de la 15e législature (en). Québec annonce son intention de créer une école de papeterie et une école de gardes-forestiers[1].
- 30 octobre : l'Assemblée législative cite à comparaître devant elle le journaliste John H. Roberts du journal The Axe, qui a insinué que deux députés étaient impliqués dans le meurtre de Blanche Garneau, ce qui expliquait le retard des autorités à élucider le crime[1].

### Novembre
- 3 novembre : le joueur de hockey Aurèle Joliat est repêché par les Canadiens de Montréal[28].
- 14 novembre : pour la deuxième fois en trois ans, l'université de Montréal est rasée par un incendie[29].
- 15 novembre : Jacob Nicol lit son second discours du budget en Chambre depuis le début de l'année. Il annonce que les profits de la Commission des liqueurs ont été de 2 800 000 $ en cette première année d'activité[1].
- 23 novembre : Thomas Chapais est élu président du Concours de littérature française[30].

### Décembre
- 2 décembre : le feu détruit 250 maisons, le bureau de poste et l'hôtel de ville à Terrebonne[31].
- 11 décembre : Louis-Alexandre Taschereau annonce la construction d'un immense barrage à la Grande-Décharge du lac Saint-Jean. Le projet devrait coûter 12 millions de dollars[32].
- 20 décembre : l'Hôtel Mont-Royal est inauguré sur la rue Peel à Montréal. Avec ses 1 046 chambres, il s'agit du plus grand hôtel de l'Empire britannique[33].
- 22 décembre : la basilique de Québec est détruite par un incendie. Les dégâts sont évalués à 1 million de dollars[34].
- 29 décembre :
  - le journaliste John R. Roberts est condamné à un an de prison[1].
  - la session est prorogée[12].

## Naissances
- 4 janvier - Hughette Proulx (animatrice et journaliste) († 8 août 2011)
- 31 janvier - Huguette Oligny (actrice) († 9 mai 2013)
- 27 février -Yves Jasmin (relationniste, gestionnaire de Expo 67) ( 23 juillet 2019)
- 27 mars - Jeanne d'Arc Lemay-Warren (avocate) († 2 décembre 2022)
- 4 avril - François Cloutier (psychiatre et homme politique) († 23 mars 2016)
- 15 avril - Jacques Normand (chanteur et animateur) († 7 juillet 1998)
- 24 avril - Marc-Adélard Tremblay (anthropologue) († 20 mars 2014)
- 29 avril - Madeleine des Rivières (écrivaine)  († 19 avril 2023)
- 6 mai - Camille Laurin (psychiatre et homme politique) († 11 mars 1999)
- 10 mai - Paul Cormier (Monsieur Pointu) (violoniste) († 7 juin 2006)
- 24 mai - Yvon Fournier (Homme d'affaires († 28 août 2016)
- 9 juin - Fernand Séguin (animateur et vulgarisateur scientifique) († 19 juin 1988)
- 30 juin - Gilles Lefebvre (musicien) († 27 mai 2001)
- 13 juillet - Ken Mosdell (joueur de hockey) († 5 janvier 2006)
- 16 juillet - Augustin Brassard (homme politique) († 26 décembre 1971)
- 24 juillet - Madeleine Ferron (écrivaine) († 27 février 2010)
- 3 août - Louise Renaud (artiste, peintre, signataire du Manifeste du Refus global († 19 octobre 2020)
- 11 août - Mavis Gallant (écrivaine) († 18 février 2014)
- 14 août - Gilles Ouellet (prêtre) († 13 août 2009)
- 23 août - Pierre Gauvreau (peintre et cinéaste) († 7 avril 2011)
- 24 août - René Lévesque (premier ministre du Québec) († 1er novembre 1987)
- 7 septembre - Lucien Jarraud (animateur de radio) († 17 août 2007)
- 23 septembre - Michel Noël (acteur et humoriste) († 22 juin 1993)
- 9 octobre - Léon Dion (politologue) († 20 août 1997)
- 30 octobre - Roger Garand (acteur)  († 9 août 1987)
- 14 novembre - Fernand Lafontaine (homme politique) († 21 juin 2010)
- 3 décembre - Muriel Millard (comédienne) († 30 novembre 2014)

## Décès
- 24 janvier - Arthur Boyer (homme politique) (º 9 février 1851)
- 11 juin - Ludger Alain (homme politique et homme de loi) (º 1er janvier 1865)
- 1er décembre - Cyrille Duquet (inventeur) (º 3 mars 1841)